# التطور اللغوي في العربية الفصحى

## الوحدة والتكتل مطلب عالمي في أيامنا هذه
إن المتأمل فيما يجرى اليوم على الساحة العالمية في كوكبنا، يدرك بوضوح وجلاء ميل أهل الأرض أجمعين إلى التكتل والتجمع في تكتلات وتجمعات تمثّل دروعاً واقية لأصحابها، وقوة دافعة لهم للمحافظة على هوياتهم وأنفسهم وبلادهم، بل والسيطرة على الآخرين، رغم عدم اكتمال مقومات هذا التكتل والتجميع.
فليس ببعيد عنّا ما نراه في أيامنا هذه من صيرورة دول أوروبا إلى تكتل واحد، تحت قيادة واحدة، تجمعها راية واحدة، عملتها الوحدة، تحولت حدود دولها إلى حدود مفتوحة لدول الاتحاد الأوروبي بإنشاء سوق أوروبية مشتركة، ليتحول الأمر في نهاية المطاف إلى صيرورة أوروبا يداً واحدة على اختلاف لغات دولها وعاداتهم وتقاليدهم وتاريخهم. ومن قبل كانت هناك محاولات في العالم لجمع كتل بشرية تحت نظام يحاول أصحابُه فرض فكرهم ونظامهم على اللآخرين كما حدث في دول الحزام الشيوعي ودول النظام الرأسمالى ودول عدم الانحياز.
وفي ظل هذه الظروف يتوجب على هذه المنطقة العربية بل والإسلامية أن تعى أن الوحدة والتجمع والتكتل هو سبيلها إلى الحفاظ على هويتها واستقلالها في قرارها وشؤونها.
ولقد أدرك علماء العرب والمسلمين قيمة هذه العملية التي تكمن في اللغة العربية وأهمية اللغة عربية وذلك في إمكان قيام وحدة واعدة بين الشعوب تجمع شعوب هذه المنطقة بل والعالم الإسلامي كله، فهي عوامل مرتبطة بثوابت يحافظ علية العرب والمسلمون ومن هنا تمثلت قيمتها ورجحت كفتّها فالشيخ طنطاوى جوهري يرى أن العرب قد استجمعوا مقومات وحدة تضمنهم في دولة متحدة تكون مقدمة لاتحاد المسلمين كلهم فقد تقاربت ديارهم واتحدت لغتهم ودينهم وتجانست أصولهم، وهي أسباب تؤدي حتماً إلى الاجتماع والتآلف.
ومن أبرز عوامل الوحدة العربية أن لغة الكتابة لهذه المنطقة لغة واحدة تستطيع أن تتفاهم بها فيما بينهم.فأنت عندما تنتقل من المشرق إلى المغرب، مصطنعاً العربية الفصحى، فإنك تتفاهم بلا مشقة ولا عناء مع من تلقاهم في أي مصر ٍ أو إقيلم تكون فيه.فإذا ما قارنت ذلك الوضع بحال مواطن من دول أوروبا على صغر مساحتها بالمقارنة إلى مساحة بلاد العرب فإنه عندما ينتقل من شرق أوروبا إلى غربها أو من شمالها إلى جنوبها، فإنه بحاجة ماسة إلى لغة أخرى غير لغته أو لغات ليصح له التفاهم مع أهل هذه البلاد التي يدخلها في رحلته تلك، أو قُل لابد له من لغة وسيطة يلجأإليها، قد قُدّر لها الشيوع والذيوعُ والانتشار تكون بينه وبين سكان البلاد الأخرى. أما في ربوع بلاد العرب فإن لغتك الفصحى التي تراعيها في الكتابة عندما تكتب أو تتحدث فإنها كافية ليتمّ لك التواصل ُ والتفاهم حيثما سرت في بلادهم.

## مستويات اللغة في البلاد العربية
لابد للمتأمل في الواقع اللغوي لبلاد العرب، لابُدّ له من أن يفرق بين مستويين لغويين، اللغة العربية التي يُكتب بها، أعنى العربية الفصحى بوصفها لغة الكتابة وتسجيل الأدب والعلم وسائر المعارف الإنسانية، ولغة الحديث بوصفها مستوى آخر من مستويات اللغة به يتحادث الناس ويتكلمون.فأما على المستوى اللهجي فإن تباين هذه اللهجات وتغايرها في البلد الواحد، فضلاّ عن عن تغايرها واختلافها في سائر الأقطار العربية يُسْتَبْعدُ معه انتقاء لهجة يتم على أساسها وحدة ثقافية عربية. ووجود هذا الواقع اللهجي أمر تقررُه الأعرافُ ولا تنكره، فإن اللغويين يلاحظون أن اللغة الواحدة تتفرع إلى لهجات بل ولغات بسبب انتشار اللغة في مناطق مختلفة واسعة تستخدم فيها لدى جماعت كثيرة العدد وطوائف مختلفة من الناس. أما الفصحى بوصفها لغة الكتابة فهي الصورة المرجوة لأن يستمر الرباط اللغوى قائماً بين العرب على أساسها داعماً وحدة ثقافية عربية تجمع العرب من المحيط إلى الخليخ.
وقد عبّر أ.د.صبحي الصالح أصدق تعبير عن القضية التي نحن بصددها، بين الفصحى والعامية كدعامة من دعائم الوحدة الثقافية فقال:«إاننا لن نجد مسوغاً للدعوة إلى العامية، لأن عدواها لا تسري إلا حيثما يكونُ الجهل والكابرو والعناد ذلك بأن الأقطار المتحدثة بالضاد مترامية الأطراف، تمتدُّ من المحيط إلى المحيط.وإنك لتجد حتي في القطر الواحد من تعدد اللهجات ما لا ينقضى له عجبك، ففي لبنان على ضيق رقعته بالنسبة إلى الشمال والبقاع وكسروان، بل الأحياء في كل مدينة من لبنان تتفاوت لهجاتُها تفاوتاً عجيباً، فلهجة الميناء في طرابلس تختلف عن كلٍ من لهجات ساحة التل وباب التبانة وبوابة الحدادين»
أما الدكتور السعيد بدوي فقد خلص في مؤلفه الشهير «مستويات العربية المعاصرة في مصر: بحث في علاقة اللغة بالحضارة» إلى تقسيم مستويات اللغة العربية المعاصرة في مصر إلى خمسة متسويات: في القمة فصحى التراث التي لا يكاد يتكلمها سوى خطباء المساجد والإعلام الديني، وفي القاعدة هناك عامية الأميين وهي لغة من نسميهم أولاد البلد… وفيما بين هذين المستويين نجد: فصحى العصر (لغة نشرات الأخبار والمحافل الرسمية)، وعامية المثقفين (التي تشبه فصحى العصر لكنها لا تلتزم بالإعراب)، وعامية المتنورين (الذين أوتوا حظا قليلا من التعليم). وكل مستوى من هذه المستويات الخمسة خاضع لمستوى تعليم صاحبه ونوعيته ووضعه الاجتماعي في المجتمع، وكذلك قدرته على الحركة والصعود إلى مستوى أعلى نتيجة لتغير المستويين التعليمي والاجتماعي.

### مقترحات لعلاج مشكلة تدهور العربية بين أبنائها
إن كل تجمع بشري ينظر إلى لغته على أنها جزء من ذاته، ولذلك فهم يُولونها من أشكال الرعاية والعناية ما يكفل لها ولهم أن تقوم بوظائفها في حياتهم خير قيام.فاللغة في نظريهم تحقيق للذات الإنسانية، ومن هنا فإن الواحد منهم لا يرضى بلغته بديلاً.ذلك موقف كل تجمع بشري تجاه لغته.
إن العربية الفصحى بهذه المثابة لغة قومية تلعب دوراً هاماً في توحيد العرب ومن هنا وجب الاهتمام بها والاعتزاز بها " فكل أمة تعتز بلغتها، وتريد لها الحياة، إن العلاقة بين اللغة واعتزاز الجماعة بقوميتها وتثبيت هذه القوميتها وتثبيت هذه القومية وإحيائها علاقة خطيرة الشأن حتى إنه لمن الممكن بَعثُ لغة طال موتها. فإسرائيل في العصر الحاضر قد رأت أن من عوامل تجمع اليهود مختلفي الألسنة بعث اللغة العبرية
وليس بعثُ اللغة العبرية إلى الحياة من جديد عملاً مقصوراً على اليهود أو سمة لهم، بل إن هناك شعوباً كثيرة لها تجاربُ في الاعتزاز بلغتها وجعلها لغة الحياة والعلم في العصر الحديث شعوراً منهم بأن اللغة عنوان الهوية وعامل مهم في ترابط أبناء الشعب الواحد ويكفي هنا أن نشير إلى بعض الشعوب في هذا الصدد.

## اللغة العربية والصحوة العلمية الحديثة
وأهم تلك الاقتراحات ما يلي:
1. القراءة الواعية للنصوص الجيدة، مما يساع على تكوين سليقة لغوية تُجري اللغة العربية الفصحى عذبة على اللألسنة، تعويضاً عن السماع الذي يُعًدّ المدخل لطبيعي لتكوين هذه السليقة[8]
2. إصلاح وسائل الإعلام بأشكالها المختلفة، بأن تكون العربية الفصحى هي الغة السائدة فيها مما يُمكن من سماع قدر يُعين على تسيخ أنظمة اللغة العربية الفصحى في ذهن السامع، ليحاكي بعد ذلك ناسجاً على منوال ما سمع.[9]
3. لابد من قيام المجامع اللغوية في بلاد العرب بدورها المنوط بها على خير وجه ومنه العمل على نشر ألفاظ الحضارة قبل شيوعها غير معربة على ألسنة الناس وتيسير جعل العربية لغة للعلوم الحديثة.[10]
4. أن تتخذ الجامعات والمعاهد والمدارس قرارات رسمية تبلغ إلى كل أعضاء هيئة التدريس الذين يدرسون بالعربية، بضرورة استعمال العربية الفصحى في تدريسهم، ورصد مكافآت رمزية أو مالية أو هما معاً لمن يظهر تفوقه في هذا الباب[11]
5. إقحام اللغة العربية في مجالات التقنية الحديثة للإعلام والاتصال وذلك عن طريق إنشاء مواقع في شبكة الإنترنت ذات منفعة وقيمة، لغُتها العربية الفصحى، وقد بادرت بالفعل بعض المنظمات بهذا العمل.[12]